# Bibliographie sur Georges Brassens
Cette page recense les livres qui évoquent Georges Brassens.

### Écrits de Georges Brassens
- Les Couleurs vagues, (recueil de poèmes), édité dans une revue créée par Roger Thérond, 1941-1942, réédition chez Librio en février 2010, collection LibrioPoésie no 953  (ISBN 2290021709)
- Des coups d’épée dans l’eau (recueil de poèmes), inédit, 1942[1]
- À la venvole (recueil de poèmes), Albert Messein éditeur, Paris, 1942
- Le Taureau par les cornes, recueil de poèmes inédit
- La lune écoute aux portes (roman)[2], pseudo-édition Gallimard, Bibliothèque du Lève-nez, Paris, 1947[3].
- La Tour des miracles (roman), Jeunes Auteurs Réunis[4], juin 1953, réédition chez Librio en janvier 2010, collection LibrioLittétature no 952  (ISBN 2290021695)
- La Mauvaise Réputation : ouvrage comprenant des chansons poèmes dont plusieurs inédits ainsi qu'une pièce en vers intitulée Les Amoureux qui écrivent sur l’eau, introduction de René Fallet, Éd. Denoël, Paris, 1954
- Georges Brassens (chansons), éditions Tchou, 1968
- La Tour des miracles (12 lithographies), Les amoureux qui écrivent sur l'eau (12 lithographies) par le peintre Pierre Cadiou, éditions du Grésivaudan, 1981
- Poèmes et chansons de Georges Brassens, éditions musicales 57, 1983, réédition aux éditions du Seuil, 1991
- Les Manuscrits de Brassens - Chansons, brouillons et inédits - Édition établie par Alain Poulanges et André Tillieu (3 cahiers de manuscrits en fac-similés réunis en coffret), Textuel/France Bleu, 2001  (ISBN 978 2 8459 7038 0).
- Brassens - Lettres à Toussenot, 1946-1950 - Recueil composé par Janine Marc-Pezet (lettres écrites à son ami, le philosophe Roger Toussenot), Textuel/France Bleu, 2001  (ISBN 978 2 8459 7039 7).
- Georges Brassens - Œuvres complètes : chansons, poèmes, romans, préfaces, écrits libertaires, correspondance, coll. Voix publiques, éd. Le Cherche midi, mars 2007  (ISBN 978-2-7491-0834-6).

### Premiers ouvrages consacrés à Brassens
- Jacques Charpentreau, Georges Brassens et la poésie quotidienne de la chanson
  - coll. Tout le monde en parle, éd. du Cerf, juin 1960
  - réédition : numéro spécial de l’association « Les Amis de Georges », octobre 2007[5].
- Alphonse Bonnafé, Georges Brassens
  - coll. « Poètes d'aujourd'hui » (no 99), Pierre Seghers éditeur, octobre 1963
  - réédition de luxe : Brassens, l’intégrale de ses chansons-poèmes, Pierre Seghers éditeur, octobre 1965
  - réédition : coll. « Poésie et chansons » (no 2), éd. Seghers, 1973, rééditions en 1979, 1981, 1988
  - dernière réédition augmentée d’une étude des chansons et d’une brève biographie écrites par Lucien Rioux, Georges Brassens, chansons, éd. Seghers, coll. Poésie et chansons, février 2002  (ISBN 978-2-232-12197-5)
- René Fallet, Brassens (articles de journaux, écrits pour programmes de music-hall et de tournées, écrits pour pochettes de disques), éditions Denoël, 1967
  - réédition augmentée d’extraits inédits du Journal de A à Z sur Brassens : éd. Denoël, octobre 2001
- G. Brassens... pour les enfants, illustré par Philippe Lorain, éditions R.S.T., 1969
- André Larue, Brassens ou la mauvaise herbe, éditions Fayard, 1970
- Philippe Chatel, Georges Brassens, vedette à la une, éditions Saint-Germain-des-Prés, 1972
- André Sève, Brassens : toute une vie pour la chanson, éditions du Centurion, 1975
- François Ruy-Vidal (conception, présentation), Jean-François Ferrané, Anne-Marie Gaignière et Philippe Gavardin (ill. Alain Letort, Alain Gauthier, Gérard Hauducœur, Bernard Durin, Serge Cecarelli, Bruno Raffaelli, Claude Lapointe), Georges Brassens : 35 chansons écrites, ou mises en musique, et chantées par Georges Brassens, publiées de 1952 à 1956, Marcom Music, coll. « Publication Alain Pierson », 1977, 168 p. (BNF 39629130)

### Biographies
- Jean-Michel Brial, Georges Brassens, éditions PAC, 1981
- Pierre Berruer, Georges Brassens, la marguerite et le chrysanthème, éditions Presses de la cité, 1981, réédition France Loisirs, 2001
- André Larue, Brassens, une vie, éditions I.G.E., 1982
- Nicole Ligney et Cécile Abdesslam, Brassens, Bréa éditions, 1982
- Marc Robine (en collaboration avec Thierry Séchan), Georges Brassens, histoire d'une vie, Éditions Fred Hidalgo/Fixot, 1991
- Louis-Jean Calvet, Brassens, préface de Jean Bertola, éd. Lieu Commun, juin 1991  (ISBN 978-2-86705-148-7)[6]
- Jean-Paul Sermonte, Brassens, au bois de son cœur, 30 ans de chansons, éditions Didier Carpentier, 2001  (ISBN 978-2-84167-185-4)[7]
- Martin Monestier, Pierre Barlatier, Brassens, le livre du souvenir
  - édition grand format (265 x 365), illustré de photographies + retranscription de l'entretien avec Philippe Nemo diffusé sur France Culture en 1979, éd. Sand & Tchou, septembre 2001  (ISBN 978-2-7107-0143-9)
  - édition petit format (153 x 240), sans photographies, éd. Tchou, septembre 2006  (ISBN 978-2-7107-0744-8)
- Florence Trédez (filleule de Pierre Barlatier), Brassens, éditions Librio Musique, 1999,  (ISBN 2-277-30295-3)
- Hervé Bréal, Brassens de A à Z, éd. Albin Michel, 2001  (ISBN 978-2-226-11117-3).
- Gérard Lenne, Georges Brassens, le vieil Indien, éd. Albin Michel, octobre 2001  (ISBN 978-2-226-12718-1).
- Louis-Jean Calvet, Georges Brassens, préface de Louis Harmand, Éditeur Payot, septembre 2001, collection Petite Bibl.Payot no 129, 383 pages  (ISBN 2228894869)
- Daniel Ichbiah, Georges Brassens, biographie intime, City Editions, 2006
- Marcel Zaragoza, Georges Brassens, un copain d'abord, Éditeur C.l.c. Eds, février 2006  (ISBN 2846590494)
- Didier Agid, Brassens, éd. Dominique Fradet, avril 2008  (ISBN 978-2-909952-18-5)
- Jean Garrigues, La France de la Ve République : 1958-2008, Armand Colin, 2008, page 106.
- Bernard Lonjon, J'aurais pu virer malhonnête, Éditeur Du Moment, janvier 2010  (ISBN 2354170645)
- Jacques Vassal, Brassens, homme libre, Le Cherche midi, 2011.
- Jean-Claude Lamy, Philippe Lorin, Chez Brassens. Légende d'un poète, Éditions du Rocher, 2015  (ISBN 978-2-2680-7908-0)
- Bernard Lonjon, Georges Brassens : les jolies fleurs et les peaux de vache, Paris, L'Archipel, 2017, 291 p. (ISBN 978-2-8098-2284-7, BNF 45356057, lire en ligne)

### Études
- Linda Hantrais, Le Vocabulaire de Georges Brassens, 2 volumes, éditions Klincksieck, 1976
- Lydie Batigne, Recherches stylistiques sur les chansons de Georges Brassens, Université de Toulouse 2, 1979

- Michel Barlow, Brassens, éditions Hatier, collection Profil d'une œuvre, 1981
- Paul Ghézi, La Femme dans l'œuvre de Georges Brassens, éditions Ghézi, 1988
- Lucien Rioux, Georges Brassens, le poète philosophe, éditions Seghers, 1988
- Michel J. Cuny - Françoise Petitdemange, Brassens, Brel, Ferré - Trois voix pour chanter l'amour, Éditions Paroles Vives, 2003, 280 pages.
- Agnès Tytgat, L'Univers symbolique de Georges Brassens, Éditeur Carpentier Didier Eds, novembre 2004, 112 pages  (ISBN 284167293X)
- Loïc Rochard, Brassens par Brassens – Prologue de René Fallet, Le Cherche midi, coll. « Autoportraits imprévus », 2005  (ISBN 2 74910405 X).
- Chloé Radiguet, Brassens ... à la lettre, présenté sous forme de dictionnaire, Éditeur Denoël, 09/11/2006  (ISBN 978-2-207-25873-6)
- Jean-Louis Garitte, Parlez-vous le Brassens ?, Éditions Le Bord de l'eau, 2007  (ISBN 978-2-915651-65-2)
- Compilation de citations orales de Georges Brassens, Les Chemins qui ne mènent pas à Rome, Réflexions et maximes d'un libertaire, éditions Le Cherche midi, janvier 2008  (ISBN 2749111420)
- Loïc Rochard, Les Mots de Brassens, Éditeur Le Cherche midi, Collection Brassens D'abord, mai 2009  (ISBN 2749115035)
- Marc Wilmet, Georges Brassens libertaire, Bruxelles, Éditions Les Éperonniers, collection « Sciences pour l'homme », 1991, réédition 2000.
- Marc Wilmet, Brassens le libertaire. La Chanterelle et le Bourdon (avec un choix des textes de Brassens parus dans Le Libertaire en 1946-1947), Bruxelles, Éditions Aden, 2010  (ISBN 978-2-8059-0060-0).
- Loïc Rochard, Brassens, sans technique un don n'est rien..., autoédité novembre 2010  (ISBN 978-2-9510494-2-0)
- Jean-Louis Garitte, Le Dictionnaire Brassens, Éditions de l'Opportun, 2011  (ISBN 9 782360 750658)
- Bertrand Dicale, Brassens ?, Flammarion, février 2011  (ISBN 978-2-0812-5222-6)
- Jean-Louis Garitte, Brassens. Mais où sont les mots d'antan ?, Éditions Atlande, 2017  (ISBN 978-2-35030-487-8)
- Renaud Nattiez, Brassens et Tintin, deux mondes parallèles, Bruxelles, les Impressions Nouvelles, 2020, 192 p.
- Renaud Nattiez, Dictionnaire Georges Brassens, de Abélard à Zanzibar, Paris, Éditions Honoré Champion, coll. « Les Dictionnaires », 2020, 464 p.
- Normand Baillargeon (Éd), Brassens, l'humble troubadour, Leméac, Montréal, 2021.

### Témoignages et documents
- André Tillieu, Georges Brassens, auprès de son arbre, éditions Julliard, 1983 (ISBN 2-266-01779-9)[8]
- Éric Battista et Mario Poletti, Georges Brassens, souvenirs et portrait d'intimes, éditions du Grésivaudan, 1986/1987
- Maurice Bousquet, Monsieur Brassens, éditions Équinoxe, 1991[9]
- André Tillieu, Brassens vivant, le succès dans la rupture, Bruxelles, 1991
- Pierre Berruer, Brassens et la Bretagne, éditions Ouest-France, 1991
- Martine Sarrazin, Bouquet d'irrévérences à propos de Georges Brassens et de son œuvre, éditions Aster, 1992[10]
- Josée Stroobants, Éric Zimmerman, Georges Brassens… chez Jeanne, 1944-1952, album de photographies, préface de Pierre Onténiente, éditions Didier Carpentier, février 1997  (ISBN 978-2-84167-009-3)[11]
- Pierre Louki, Avec Brassens, éditions Christian Pirot, 18 février 1999, 155 pages  (ISBN 978-2-86808-129-2)
- Alain Poulanges, Passion Brassens. Le temps ne fait rien à l'affaire, Textuel/France Bleu, 2001  (ISBN 978-2-84597-037-3).
- Émile Miramont dit Corne d’aurochs, Brassens avant Brassens. De Sète à l’impasse Florimont, éd. L'Archipel, 2001  (ISBN 978-2-84187-327-2).
- Mario Poletti, Brassens l'ami, Souvenirs, anecdotes, conversations et réflexions, préface de Maxime Le Forestier, Éditions du Rocher, 2001, 160 pages, couverture cartonnée bleu marine avec titres argent imprimés en creux sur le premier plat et sur le dos, format 9 × 11.25 in - 23 × 28,8 cm
- Louis Nucera, Brassens, délit d'amitié, L'Archipel, 2001  (ISBN 978-2-84187-326-5)
- Éric Battista, Georges Brassens, Entretiens et souvenirs intimes, Éditions Équinoxe, 2001
- François-René Cristiani (journaliste), Jean-Pierre Leloir (photographe), Trois hommes dans un salon, Brel, Brassens, Ferré (retranscription de la conversation entre les trois artistes, diffusée sur RTL, le 6 janvier 1969), éditions Fayard/Chorus, 2003  (ISBN 978-2-213-61671-1)
- Jean-Claude Lamy, Brassens, le mécréant de Dieu, Éditions Albin Michel, 2004
- René Iskin, Dans un camp, Basdorf 1943, Georges Brassens et moi avions 22 ans, éd. Didier Carpentier, novembre 2005, 256 pages  (ISBN 978-2-84167-365-0)
- Jacques Vassal, Brassens, le regard de « Gibraltar », éditions Fayard/Chorus, août 2006  (ISBN 978-2-213-62813-4)[12]
- José Correa, Brassens, Les Copains d'abord, éditions La Lauze, mai 2006 Corréa1
- Victor Laville, Christian Mars, Brassens, le mauvais sujet repenti, éd. L'Archipel, octobre 2006  (ISBN 978-2-84187-863-5)
- Josée Stroobants[13], Une vie d'amitié avec Georges Brassens, éd. Didier Carpentier, septembre 2006  (ISBN 978-2-84167-416-9)
- Mario Poletti, Brassens me disait, Éditeur Flammarion, novembre 2006  (ISBN 2080116355)
- José Correa, Georges Brassens, éditions Nocturne, mai 2008, Corréa2
- Pierre Cordier, Brassens intime, Textuel, mars 2011  (ISBN 978-2-84597-416-6)
- Mario Poletti & Nadia Khouri-Dagher, Brassens au quotidien. Un homme simple parmi les siens, Au cœur du monde Éditions, 2013  (ISBN 978-2-9545024-1-0).
- Dominique Lacout, Brassens, l'anar en charentaises, Le Flâneur des Deux Rives, 2017.
- Christian Stalla et Marc Vincent, Le petit monde de Brassens, 2020  (ISBN 2950475655).

### Bandes dessinées, spectacles, films
- Collectif de dessinateurs, Brassens (chansons), éd. Vents d’Ouest, 1996  (ISBN 978-2-86967-546-9).
- Étienne Davodeau (texte) et David Prudhomme (dessin) adaptent La Tour des Miracles de Georges Brassens, éd. Delcourt, 2003  (ISBN 978-2-84789-014-3).
- Collectif de dessinateurs, Chansons de Brassens en bandes dessinées [14] (11 chansons), éd. Petit à petit, 2006  (ISBN 978-2-84949-037-2).
- Brassens ou la Faucheuse du trottoir, spectacle théâtral et musical, théâtre Bourvil - Paris XIe, 2006
- Brassens, Brel, Ferré ou l'Interview de René-François Cristiani, Mise en scène de Aurore Ly, avec Erwan Courtioux, Alain Lagneau, Alain Pretin, Gildas Loupiac, théâtre contemporain, Le Funambule - Paris, 2008[15]. Ce spectacle monté en violation du droit d'auteur a été interdit[16].
- Blaise Guinin, Georges et la Mort, Éditions 12 bis, 2011, 128 p.
- Brassens, la mauvaise réputation, téléfilm de Gérard Marx diffusé le 19 octobre 2011 sur France 2.
- "Brassens, lettres à Toussenot. Une lecture poétique et spectaculaire" d'après les écrits de Georges Brassens, dans une mise en scène de Nicolas Fumo et Vincent Mignault, avec Vincent Mignault, Laure-Estelle Nézan, Nicolas Fumo, et Amélie Legrand. Spectacle présenté par la Compagnie Je Suis Ton Père (licence n°2-1079644) au théâtre du Guichet Montparnasse (Paris 14e) de janvier à mars 2015 et prolongations du 8 mai au 14 juin 2015. Le spectacle a reçu les soutiens de Serge Cazzani (neveu et ayant droit de Brassens), Janine Marc-Pézet (première à avoir édité les Lettres à Toussenot aux éditions Textuel  (ISBN 978 2 8459 7039 7)), Jean-Paul Liégeois (éditeur de Brassens l'Intégrale au Cherche midi,  (ISBN 978-2-7491-0834-6)) et l'Association "Auprès de son Arbre".

### Partitions musicales
- Anthologie Georges Brassens (recueil de chansons en 5 volumes, partitions pour piano et chant), Éditions musicales 57/Universal, 2002.
- Georges Brassens - 1921 1981 - L'œuvre intégrale (191 chansons et poèmes en 2 volumes, partitions pour piano et chant avec en plus les tablatures pour guitare), Éditions Capte Note, 2007.